# Pentlandit
Pentlandit, veraltet auch als Eisennickelkies, Folgerit oder Lillehammerit bekannt, ist ein häufig vorkommendes Mineral aus der Mineralklasse der „Sulfide und Sulfosalze“ mit der idealisierten chemischen Zusammensetzung (Ni,Fe)9S8 und damit chemisch gesehen ein Nickel-Eisen-Sulfid. Die in den runden Klammern angegebenen Elemente können sich in der Formel jeweils gegenseitig vertreten (Substitution, Diadochie), stehen jedoch immer im selben Mengenverhältnis zum Schwefelanteil des Minerals.
Pentlandit kristallisiert im kubischen Kristallsystem und entwickelt überwiegend undurchsichtige, körnige bis massige Mineral-Aggregate, selten aber auch Kristalle bis etwa 10 cm Größe von hell bronzegelber Farbe. Durch Fremdbeimengungen von Silber nimmt Pentlandit eine eher rötlichbraune Farbe an.
Pentlandit bildet mit Cobaltpentlandit eine vollständige Mischkristallreihe.

## Etymologie und Geschichte
Benannt wurde Pentlandit nach seinem Entdecker Joseph Barclay Pentland (1797–1873), einem irischen Naturwissenschaftler und Geografen. Die alternative Bezeichnung Eisennickelkies leitet sich von dem hohen Eisen- und Nickelgehalt des Minerals ab.
Erstmals entdeckt wurde Pentlandit 1856 in der „Craignure Mine“ bei Inveraray in der schottischen Region Strathclyde bzw. bei Espedalen im norwegischen Sør-Fron und beschrieben von Armand Dufrénoy.

## Klassifikation
Bereits in der veralteten 8. Auflage der Mineralsystematik nach Strunz gehörte der Pentlandit zur Mineralklasse der „Sulfide und Sulfosalze“ und dort zur Abteilung der „Sulfide etc. mit [dem Stoffmengenverhältnis] M(etall) : S(chwefel) > 1 : 1“, wo er als Namensgeber die „Pentlandit-Reihe“ mit der System-Nr. II/A.07 und den weiteren Mitgliedern Cobaltpentlandit und Djerfisherit sowie im Anhang mit Hauchecornit bildete.
Im zuletzt 2018 überarbeiteten und aktualisierten Lapis-Mineralienverzeichnis nach Stefan Weiß, das sich aus Rücksicht auf private Sammler und institutionelle Sammlungen noch nach dieser alten Form der Systematik von Karl Hugo Strunz richtet, erhielt das Mineral die System- und Mineral-Nr. II/B.16-10. In der „Lapis-Systematik“ entspricht dies ebenfalls der Abteilung „Sulfide, Selenide und Telluride mit dem Stoffmengenverhältnis Metall : S,Se,Te > 1 : 1“, wo Pentlandit ebenfalls namensgebend die „Pentlanditgruppe“ (II/B.16) mit den weiteren Mitgliedern Argentopentlandit, Cobaltpentlandit, Geffroyit, Miassit (auch Prassoit, Palladseit) und Shadlunit sowie den bisher nicht anerkannten Manganoshadlunit bildet.
Auch von der International Mineralogical Association (IMA) zuletzt 2009 aktualisierte 9. Auflage der Strunz’schen Mineralsystematik ordnet den Pentlandit in die Abteilung der „Metallsulfide, M : S > 1 : 1 (hauptsächlich 2 : 1)“ ein. Diese ist allerdings weiter unterteilt nach den in der Verbindung vorherrschenden Metallen, so dass das Mineral entsprechend seiner Zusammensetzung in der Unterabteilung „mit Nickel (Ni)“ zu finden ist, wo es zusammen mit Argentopentlandit, Cobaltpentlandit, Geffroyit und Shadlunit die „Pentlanditgruppe“ mit der System-Nr. 2.BB.15a bildet.
Die vorwiegend im englischen Sprachraum gebräuchliche Systematik der Minerale nach Dana ordnet den Pentlandit ebenfalls in die Klasse der „Sulfide und Sulfosalze“ und dort in die Abteilung der „Sulfidminerale“ ein. Auch hier ist er in der „Pentlanditgruppe (isometrisch: Fm3m)“ mit der System-Nr. 02.07.01 innerhalb der Unterabteilung „Sulfide – einschließlich Seleniden und Telluriden – mit der Zusammensetzung AmBnXp, mit (m+n):p=9:8“ zu finden.

## Kristallstruktur
Pentlandit kristallisiert kubisch in der Raumgruppe Fm3m (Raumgruppen-Nr. 225) mit dem Gitterparameter a = 10,04 Å sowie vier Formeleinheiten pro Elementarzelle.
In der Struktur von Spinell liegen hier die Schwefelionen in kubisch dichtester Packung vor. Von den Metallionen sind je 4 oktaedrisch und je 32 tetraedrisch mit Schwefel koordiniert.

## Eigenschaften
Pentlandit ist im Gegensatz zu Pyrrhotin paramagnetisch und reagiert nicht mit Salzsäure.

## Bildung und Fundorte
Pentlandit bildet sich gewöhnlich liquidmagmatisch in ultramafischen Gesteinen. Wichtigster Paragenese-Partner ist der Pyrrhotin, mit dem er oft innig verwachsen auftritt. Ursache dafür ist der Zerfall der Mischkristallphase aus Pentlandit und Pyrrhotin bei der Abkühlung unter 610 °C, wobei sich charakteristische, flammenförmige Entmischungskörper von Pentlandit im Pyrrhotin bilden oder sich auf den Korngrenzen des Pyrrhotins befinden. Dieses Verwachsungsaggregat ist auch unter der Bezeichnung Nickelmagnetkies bekannt. Weitere Begleitminerale sind Chalkopyrit, Cubanit, Mackinawit, Magnetit und Troilit.
Als häufige Mineralbildung ist Pentlandit an vielen Fundorten anzutreffen, wobei bisher über 1600 Fundorte dokumentiert sind (Stand 2021).
In Deutschland konnte Pentlandit unter anderem im ehemaligen Bergwerk und heutigen Naturschutzgebiet Friedrich-August-Grube in Baden-Württemberg, am Großen Teichelberg bei Pechbrunn und am Steinbruch Heß im Naturschutzgebiet Wojaleite in Bayern, im Meteoriten Trebbin, der 1988 nahe der gleichnamigen Stadt in Brandenburg niederging, in den Bergwerken Ludwigshoffnung bei Bellnhausen und Versöhnung bei Rachelshausen in Hessen sowie an einigen Stellen in Niedersachsen, Nordrhein-Westfalen, Rheinland-Pfalz und Sachsen gefunden werden.
In Österreich wurde das Mineral bisher an vielen Stellen in den Hohen Tauern wie unter anderem im Fundgebiet Torleiten in der Kärntener Goldberggruppe, in der Grube Gaiswand am Haidbachgraben und in einer Scheelit-Lagerstätte im Felbertal sowie in der Smaragd-Lagerstätte am Leckbachgraben im Habachtal im Salzburger Land. Daneben fand es sich in Kärnten noch an mehreren Stellen im Bezirk Friesach-Hüttenberg, bei Wolfsbach in der niederösterreichischen Gemeinde Drosendorf-Zissersdorf, bei St. Johann im Pongau in Salzburg sowie an weiteren Stellen in der Steiermark und in Tirol.
Weitere Fundorte liegen unter anderem in Afghanistan, Ägypten, Albanien, Argentinien, Australien, Äthiopien, Bolivien, Botswana, Brasilien, Bulgarien, Burkina Faso, China, Deutschland, Finnland, Frankreich, Ghana, Griechenland, Grönland, Indien, Indonesien, Italien, Jamaika, Japan, Jemen, Kanada, Kasachstan, Demokratische Republik Kongo, Nord- und Südkorea, Kuba, Madagaskar, Marokko, Mexiko, Namibia, Neukaledonien, Neuseeland, Norwegen, Oman, Pakistan, Philippinen, Polen, Portugal, Rumänien, Russland, Schweden, Schweiz, Sierra Leone, Simbabwe, Slowakei, Spanien, Südafrika, Trinidad und Tobago, Tschechien, Türkei, Uganda, Ukraine, Ungarn, im Vereinigten Königreich (Großbritannien), in den Vereinigten Staaten (USA) und in Vietnam.
Auch in Gesteinsproben aus dem Mittelatlantischen Rücken sowie aus dem Mare Crisium auf dem Mond und im Kometenstaub von Wild 2 konnte Pentlandit nachgewiesen werden.
Die bedeutendste Lagerstätte befindet sich in Greater Sudbury (Kanada). Weitere Vorkommen von Pentlandit sind in Québec (Kanada), Kalifornien, Norwegen, Südafrika und Russland zu finden.

## Verwendung
Neben dem Garnierit zählt der Pentlandit mit einem Nickelgehalt von 34 % zu den wichtigsten Nickelerzen. Pentlandit könnte in Zukunft außerdem als Ersatz für Platin als Katalysator in der Wasserstoffelektrolyse verwendet werden.